# Шевирьов Степан Петрович
Шевирьов Степан Петрович (18 [30] жовтня 1806, Саратов, Російська імперія — 8 [20] травня 1864, Париж, Французька імперія) — російський літературний критик, історик літератури, поет, громадський діяч слов'янофільських переконань, ординарний професор і декан Московського університету, академік Петербурзької Академії наук.
Започаткував політичне кліше Загниваючий Захід.

## Біографія
Служив в Московському архіві Колегії закордонних справ. Входив в «Літературно-філософський гурток любомудрів», в якому брали участь О. І. Кошельов, Д. В. Веневітінов, І. В. Киреєвський. Брав участь в організації і виданні літературного журналу «любомудрів» «Московський вісник» (1827—1830). Разом з В. П. Титовим і М. О. Мельгуновим перевів книгу «Про мистецтво і художників» Л. Тіка і В. Г. Вакенродера.